# Jehudit Simchonit
Jehudit Simchonit (hebrejsky יהודית שמחונית‎; 24. ledna 1902 – 5. prosince 1991) byla sionistická aktivistka, izraelská politička a poslankyně Knesetu za stranu Mapaj.

## Biografie
Narodila se v Chersonské oblasti v tehdejší Ruské říši (dnes Ukrajina). Vystudovala zemědělskou střední školu. V roce 1921 přesídlila do dnešního Izraele, kde se stala členkou mošavu Nahalal. Od roku 1931 žila v kibucu Tel Josef, od roku 1943 ve vesnici Geva.

## Politická dráha
V letech 1917–1918 se zapojila do činnosti studentského sionistického hnutí v Rusku. Byla aktivní v ženských organizacích. Byla členkou strany Mapaj a parlamentního shromáždění Asifat ha-nivcharim.
V izraelském parlamentu zasedla po volbách v roce 1949, kdy kandidovala za Mapaj. Byla členkou parlamentního výboru práce, zvláštního výboru pro revizi půjček a výboru House Committee. Na poslanecký mandát rezignovala v únoru 1951. V Knesetu ji nahradil Herzl Berger. V letech 1960–1965 byla členkou koordinačního výboru odborové centrály Histadrut a předsedkyní jejího oddělení pro zahraniční vztahy. V letech 1965–1968 byla jednou ze zakladatelek a hlavních postav nové polické strany Rafi.